# Tandgröppa
Tandgröppa (Hydnomerulius pinastri) är en svampart som först beskrevs av Elias Fries, och fick sitt nu gällande namn av Jarosch & Besl 2001. Tandgröppa ingår i släktet Hydnomerulius och familjen Paxillaceae. Arten är reproducerande i Sverige. Inga underarter finns listade i Catalogue of Life.